# Шастр
Шастр (валлон. Tchåsse) — франкомовний муніципалітет у Бельгії, розташований у Валлонії, у провінції Валлонський Брабант.
Його назва походить від галло-римського слова castra «фортеця, укріплений табір» від латинського castra, яке є формою множини слова castrum, що означає «укріплення, укріплене місце».
Шастр є сільською і водночас міською громадою з 7684 жителями. Шастр складається з семи колишніх сіл: Шастр, Віллеру, Бланмон, Кортіль-Нуармон, Гентін і Сен-Жері. Його перетинає старий Шоссе Брюнегаут, римська дорога, яка сполучала Баваї з Кельном.
Розташований між Оттіньї-Лувен-ла-Нев і Жамблу, 40 км від Брюсселя, Шастр добре обслуговується автомобільними та залізничними мережами. Невелика річка під назвою Орн проходить прямо через Шастр. Зі своїми притоками Орн створює чарівні пейзажі, оточуючи чудові фермерські будинки, які часто й досі повністю використовуються. Найвища точка Частре має висоту 165 метрів. Муніципалітет є побратимом з Леспіньяном, департамент Еро, Франція (з 1998 року) та Сен-Дені-сюр-Рішельє, Канада.

## Географія
Уздовж дороги N4, приблизно на півдорозі між Оттіньї-Лувен-ла-Нев і Жамблу, до Шастр також можна дістатися потягом (лінія 161 SNCB зупиняється в Бланмоні та Шастрі) і автобусами TEC (депо). Шастр оточений муніципалітетами Вальген-Сен-Поль, Жамблу, Мон-Сен-Гібер, Сомбреф і Віллер-ла-Віль.

## Демографія
На 1 листопада 2019 року в Шастрі проживало 7684 жителі (3805 чоловіків і 3879 жінок), що давало щільність населення 245,73 жителя на квадратний кілометр на площі 31,27 квадратного кілометра.